# Sarpi (India)
Sarpi è una suddivisione dell'India, classificata come census town, di 8.897 abitanti, situata nel distretto di Bardhaman, nello stato federato del Bengala Occidentale. In base al numero di abitanti la città rientra nella classe V (da 5.000 a 9.999 persone).

## Geografia fisica
La città è situata a 23° 38' 57 N e 87° 16' 34 E.

## Società

### Evoluzione demografica
Al censimento del 2001 la popolazione di Sarpi assommava a 8.897 persone, delle quali 6.182 maschi e 2.715 femmine. I bambini di età inferiore o uguale ai sei anni assommavano a 764, dei quali 412 maschi e 352 femmine. Infine, coloro che erano in grado di saper almeno leggere e scrivere erano 3.407, dei quali 2.113 maschi e 1.294 femmine.